# Fernand de Brinon
Fernand de Brinon (Libourne, 26 agosto 1885 – Montrouge, 15 aprile 1947) è stato un politico, giornalista e avvocato francese, e uno degli artefici della collaborazione francese con i nazisti durante la seconda guerra mondiale.

## Biografia
Nato in una ricca famiglia di nobili di Libourne in Gironda, il  marchese Fernand de Brinon studiò dapprima diritto e scienze politiche a Parigi prima di scegliere la carriera del giornalista nel dopoguerra della prima guerra mondiale.
Partigiano del riavvicinamento con la Germania, come Édouard Daladier e Paul Reynaud, divenne amico di Joachim von Ribbentrop, che era stato il rappresentante della Germania alla Conferenza di Parigi nel 1919.
Fernand de Brinon sposò Jeanne Louise Rachel Franck, ebrea e divorziata, più conosciuta sotto il nome di Lisette de Brinon.
Assieme a sua moglie, fece parte di un' élite mondana degli ambienti di destra nella Parigi degli anni 1930. Dopo la disfatta del 1940 de Brinon si fece avvocato della collaborazione con la Germania e, nel luglio di quell'anno, fu invitato da Pierre Laval, capo del primo governo di Vichy, a rappresentare il governo francese davanti all'alto comando tedesco nella Parigi occupata. Nel 1942, Philippe Pétain gli conferì il titolo di segretario di stato. Dopo le dimissioni di Petain il 20 agosto 1944, presiedette il governo di Vichy in esilio in Germania, a Sigmaringen fino all'aprile 1945.
Al termine della seconda guerra mondiale venne processato per alto tradimento e condannato a morte il 6 marzo 1947; la sentenza venne eseguita mediante fucilazione, il 15 aprile successivo